# Чемпионат мира по шорт-треку 1976
Чемпионат мира по шорт-треку 1976 года проходил с 9 по 11 апреля в Шампейне (Иллинойс, США).

## Общий медальный зачёт
| Место         | Страна         | Золото | Серебро | Бронза | Всего |
| ------------- | -------------- | ------ | ------- | ------ | ----- |
| 1             | США            | 9      | 3       | 5      | 17    |
| 2             | Канада         | 1      | 6       | 1      | 8     |
| 3             | Великобритания | 1      | 1       | 1      | 3     |
| 4             | Франция        | 0      | 0       | 1      | 1     |
| 5             | Австралия      | 0      | 1       | 0      | 1     |
| 6             | Бельгия        | 0      | 0       | 2      | 2     |
| Всего медалей | Всего медалей  | 11     | 11      | 10     | 32    |

## Медалисты

### Мужчины
| Дисциплина       | Золото                                                                     | Серебро                                                                    | Бронза                                                             |
| ---------------- | -------------------------------------------------------------------------- | -------------------------------------------------------------------------- | ------------------------------------------------------------------ |
| Многоборье       | Алан Рэттрей США                                                           | Гаэтан Буше Канада                                                         | Андре Шабрери Франция                                              |
| 500 м            | Алан Рэттрей США                                                           | Гаэтан Буше Канада                                                         | Боб Фенн США                                                       |
| 1000 м           | Алан Рэттрей США                                                           | Гаэтан Буше Канада                                                         | Филипп Уокер Великобритания                                        |
| 1500 м           | Алан Рэттрей США                                                           | Колин Коутс Австралия                                                      | Джек Мортелл США                                                   |
| 3000 м           | Андре Шабрери Франция                                                      | Патрик Максвелл США                                                        | Джек Мортелл США                                                   |
| Эстафета, 3000 м | Великобритания · Дэвид Хэмптон · Филипп Уокер · Пол Дэниэлс · Алекс МакГоу | США · Алан Рэттрей · Джек Мортелл · Боб Фенн · Патрик Максвелл             | Бельгия · Мишель Пиенс · Дэвид Давидс · Ричард Леконт · Ян Шелленс |
| Эстафета, 5000 м | США · Алан Рэттрей · Джек Мортелл · Боб Фенн · Патрик Максвелл             | Великобритания · Дэвид Хэмптон · Филипп Уокер · Пол Дэниэлс · Алекс МакГоу | Бельгия · Мишель Пиенс · Дэвид Давидс · Ричард Леконт · Ян Шелленс |

### Женщины
| Дисциплина       | Золото                                                              | Серебро                                                                | Бронза                 |
| ---------------- | ------------------------------------------------------------------- | ---------------------------------------------------------------------- | ---------------------- |
| Многоборье       | Селеста Хлапати США                                                 | Кэтлин Вогт Канада                                                     | Пегги Хартрич США      |
| 500 м            | Кэтлин Вогт Канада                                                  | Селеста Хлапати США                                                    | Пегги Хартрич США      |
| 1000 м           | Селеста Хлапати США                                                 | Дениз Хлапати США                                                      | Маргарет Хэнсон Канада |
| 1500 м           | Селеста Хлапати США                                                 | Кэтлин Вогт Канада                                                     | Пегги Хартрич США      |
| 3000 м           | Кэтлин Вогт Канада                                                  | Пегги Хартрич США                                                      | Селеста Хлапати США    |
| Эстафета, 3000 м | США · Дениз Хлапати · Селеста Хлапати · Пегги Хартрич · Крис Гарбей | Канада · Пэт Дурнин · Кэтлин Вогт · Маржолеин Ганьон · Маргарет Хэнсон |                        |